# Gouvernement général de Berg
Le Gouvernement général de Berg est une unité administrative provisoire et fait partie du Département central d’administration temporaire, qui existe du 25 novembre 1813 au 15 juin 1815 et est mis en place par les "hautes puissances alliées" après la dissolution du Grand-duché de Berg,. Le territoire administratif s'étend sur le territoire de l'(ancien) duché de Berg, qui existe jusqu'en 1806, ainsi qu'aux seigneuries de Gimborn, Homburg et Wildenburg (de).

## Histoire
Après la défaite de Napoléon à la bataille de Leipzig du 16 au 19 octobre 1813, les Alliés réorganisent l'administration des territoires conquis par Napoléon. Dès le 23 octobre 1813, un Département central d’administration temporaire est créé et nomme des gouverneurs généraux pour chaque pays. Les territoires qui ont appartenu aux alliés avant 1805 leur reviennent aussitôt. Le 10 novembre 1813, les troupes russes atteignent le Rhin près de Düsseldorf. Les officiels français sont déjà partis de l'autre côté du Rhin la veille. Le 25 novembre 1813, le gouvernement général de Berg avec son siège administratif à Düsseldorf est formé par décret du baron vom Stein.

### Le gouvernement général
Karl Justus Gruner, originaire d'Osnabrück et à l'époque véritable conseiller impérial russe en matière d'état, prend en charge le 13 novembre 1813, au nom des "hautes puissances alliées" , en tant que gouverneur général provisoire, l'administration du territoire d'occupation qui s'étend sur 71 miles carrés sur l'ancien duché de Berg, les seigneuries de Gimborn, Homburg et Wildenburg (de) et comprend environ 350 000 habitants. Le gouvernement général de Berg est l'une des régions les plus densément peuplées des états allemands à l'époque et a un paysage industriel avec une sidérurgie et une industrie du fer, des manufactures de laine, de lin et de soie.
Le 27 janvier 1814, le Gouvernement général est divisé en quatre arrondissements dont les chefs-lieux sont Düsseldorf, Elberfeld, Mülheim et Wipperfürth, chacun étant dirigé par un directeur d'arrondissement, la constitution communale française étant conservée sans changement. Dès le 3 décembre 1813, le gouverneur général Gruner a introduit des dénominations de fonctions telles que maire, conseiller municipal, échevin, etc . D'autres réformes suivent, comme celles de l'administration financière et du système médical. Gruner accorde une attention particulière à l'administration de la police. Chaque canton est doté d'un bailli de police. Les avis officiels sont publiés dans le Bergisches Gouvernementsblatt.
En février 1814, Gruner, qui a été transféré à Trèves, est remplacé comme gouverneur général par le prince Frédéric-Alexandre de Solms-Hohensolms-Lich (de), qui occupe le poste jusqu'à la paix de Paris en mai 1814. Il devient clair que si l'Europe est réorganisée, la Rhénanie tomberait aux mains de la Prusse. Le 15 juin 1814, l'administration du gouvernement général de Berg passe à la Prusse et Gruner retourne à Düsseldorf en tant que gouverneur général.

### Transition vers la province de Rhénanie
Après le rattachement définitif du pays à la Prusse et l'hommage rendu le 15 mai 1815, Gruner quitte son poste et le gouverneur général du Rhin moyen et inférieur (de), August Sack, prend également en charge l'administration du gouvernement général de Berg le 15 juin 1815 jusqu'à l'installation définitive des autorités administratives prussiennes en avril 1816.

## Subdivisions administratives
Après le redécoupage administratif du 27 janvier 1814, le gouvernement général de Berg comprend les parties suivantes de l'ancien Grand-duché,:
| Arrondissement           | Territoire |
| ------------------------ | --- |
| Düsseldorf (de)          | tout l'ancien arrondissement de Düsseldorf (de) avec les cantons de Düsseldorf, Mettmann, Opladen, Ratingen (de), Richrath et Velbert (de), ainsi que la mairie de Mülheim |
| Elberfeld (de)           | de l'ancien arrondissement d'Elberfeld (de), les cantons de Barmen, Elberfeld, Lennep, Ronsdorf (de) et Wermelskirchen |
| Mülheim-sur-le-Rhin (de) | de l'ancien arrondissement de Mülheim (de), les cantons de Bensberg (de), Hennef (de), Königswinter (de), Mülheim et Siegburg (de) |
| Wipperfürth (de)         | de l'ancien arrondissement de Mülheim le canton de Lindlar (de) et de l'ancien arrondissement d'Elberfeld le canton de Wipperfürth (de), et de l'ancien arrondissement de Siegen (de) les cantons d'Eitorf (de), Gummersbach, Homburg et Waldbröl ; également la mairie de Friesenhagen du canton de Wildenburg, qui est affectée au canton de Waldbröl |